# Cyril Jack Barrick
Cyril Jack Barrick est un arbitre anglais de football des années 1940, affilié au comté de Northamptonshire.

## Carrière
Il a officié dans des compétitions majeures : 
- Coupe d'Angleterre de football 1947-1948 (finale)
- Copa América 1949 (11 matchs)